# William Hale (Politiker, 1837)

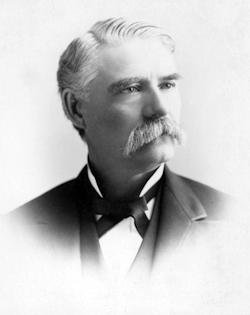
William Hale

William Hale (* 18. November 1837 in New London, Henry County, Iowa; † 13. Januar 1885 in Cheyenne, Wyoming) war ein US-amerikanischer Politiker (Republikanische Partei).
Hale besuchte öffentliche Schulen und studierte anschließend Jura. Seine Zulassung als Anwalt bekam er mit 21 Jahren und begann dann sofort zu praktizieren. Er trat der Republikanischen Partei bei und wurde 1868 Präsidentschaftswahlmann für Iowa. Präsident Chester A. Arthur ernannte ihn am 18. Juli 1882 zum vierten Gouverneur des Wyoming-Territoriums. Seinen Amtseid legte er am 3. August 1882 ab und bekleidete dann bis zu seinem Tod 1885 sein Amt.